# Бжіцька
Бжі́цька (рос. Бжицкая) — присілок у складі Юргинського округу Кемеровської області, Росія.

## Населення
Населення — 82 особи (2010; 73 у 2002).
Національний склад (станом на 2002 рік):
- росіяни — 96 %